# Puig de Tonell
El Puig de Tonell és una muntanya de 628 metres que es troba al municipi de Querol, a la comarca de l'Alt Camp.